# Dasiosoma testaceum
Dasiosoma testaceum е вид кафяви бегачи. Среща се само в Зимбабве.

## Разпространение
Видът е ендемичен за Зимбабве.